# Zabranjeno pušenje
A Zabranjeno pušenje (jelentése: "dohányozni tilos") bosnyák rockegyüttes, amely 1980-ban alakult Szarajevóban. Zenéjük a punk rock, rock'n'roll, garázsrock és "új primitivizmus" műfajokba sorolható. Jelenlegi tagjai Sejo Sexon, Branko Trajkov, Toni Lović, Dejan Orešković és Robert Boldižar.
1992-ben, a boszniai háború idején feloszlottak. Nele Karajlić Belgrádban folytatta a zenélést Nele Karajlić & Zabranjeno pušenje, illetve No Smoking Orchestra neveken, míg Sejo Sexon és a többiek az eredeti név alatt folytatták karrierjüket.
Lemezkiadóik: Jugoton, Diskoton, Dallas Records, Nimfa Sound, Dancing Bear, Renome, Active Time, TLN-Europa, Menart, Civitas, Mascom, Hayat Production, Long Play, Tropik, Croatia Records.

## Tagok
- Davor Sučić (Sejo Sexon) – gitár, ének, vokál (1980–1990; 1995–)
- Branko Trajkov (Trak) – dob, ütős hangszerek, akusztikus gitár, vokál (1996-)
- Toni Lović – elektromos gitár, akusztikus gitár (2004-)
- Robert Boldižar – hegedű, billentyűk, vokál (2004-)
- Dejan Orešković (Klo) – basszusgitár (2008-)Zabranjeno Pušenje Archiválva 2020. január 17-i dátummal a Wayback Machine-ben

### Korábbi tagok
- Faris Arapović – dob (1987–1990)
- Kristina Biluš – vokál (1999)
- Predrag Bobić (Bleka) – basszusgitár (1996–2008)[3]
- Mustafa Čengić (Mujo Snažni) – gitár, vokál (1980–1986)
- Samir Ćeremida – basszusgitár (1996–1998)
- Zoran Degan (Poka) – billentyűk (1980–1983)
- Zenit Đozić (Fu-do) – dob, ütős hangszerek, vokál (1980–1983; 1985)
- Dado Džihan – billentyűk (1987–1990)
- Ognjen Gajić – szaxofon, furulya, billentyűk (1980–1987)
- Marin Gradac (Mako) – harsona, ének (1996–1999)
- Dragomir Herendić (Dragianni) – gitár (1999–2004)
- Dražen Janković (Seid Mali Karajlić) – billentyűk, vokál (1980–1981; 1984–1987)
- Nenad Janković (Dr. Nele Karajlić) – ének, billentyűk (1980–1990)
- Albin Jarić (Jimi Rasta) – ütős hangszerek (2001–2004)
- Paul Kempf (Pavo) – billentyűk (2005–2017)
- Predrag Kovačević (Kova / Kowalski) – gitár (1986–1990)
- Sead Kovo (Sejo) – gitár (1996–1999)
- Emir Kusturica – basszusgitár (1987)
- Mladen Mitić (a.k.a. Munja) – basszusgitár, vokál (1980–1986)
- Darko Ostojić (Ogi) – basszusgitár (1987–1990)
- Đani Pervan – dob (1996)
- Nedžad Podžić (Počko) – billentyűk, vokál (1996–1998)
- Predrag Rakić (Šeki Gayton) – dob (1983–1986)
- Mirko Srdić (Elvis J. Kurtovich) – vokál (1996–1999)
- Zoran Stojanović – elektromos gitár (1996–1998)
- Lana Škrgatić – szaxofon, furulya, vokál (2016–2019)
- Bruno Urlić (Prco) – hegedű, billentyűk, vokál (1997–2004)[4]
- Dušan Vranić (Duco) – billentyűk, vokál (1996–1997)

## Diszkográfia
- Das ist Walter (1984)
- Dok čekaš sabah sa šejtanom (1985)
- Pozdrav iz zemlje Safari (1987)
- Male priče o velikoj ljubavi (1989)
- Fildžan viška (1997)
- Agent tajne sile (1999)
- Bog vozi Mercedes (2001)
- Hodi da ti čiko nešto da (2006)
- Muzej revolucije (2009)
- Radovi na cesti (2013)
- Šok i nevjerica (2018)
- Karamba! (2022)